# النصر العامة للمقاولات
النصر العامة للمقاولات (حسن محمد علام) هي شركة بمجال التشيد والتعمير و تستحوذ على سجل مشهود للاضطلاع بتنفيذ المشاريع العملاقة ذات الأولوية القومية بمصر منذ تم تأسيسها في عام 1936، وخلال هذه الأعوام فإن مئات من أهم المشاريع الحيوية والهامة قد أقيمت، إن لشركة حسن علام دور فريد متميز في مجال الإنشاءات بمصر كما شاركت الشركة في اقامة العديد من المشاريع الحيوية في عدة دول عربية مثل ليبيا، الكويت، العراق، الإمارات العربية المتحدة، السودان حيث قامت بتنفيذ عديد من مشروعات الطرق والمرافق والمباني .

## أهداف الشركة
- من أهداف الشركة دعم إصلاح البرنامج الاقتصادي للدوله وبالتالي زياده الدخل القومي و رفع مستوى المعيشة.
- المساهمة في إنشاء مشاريع قومية كبرى تخدم الدولة

## وصف لعمليـــات الشركــة
منذ إنشاءها في عام 1936، قامت الشركة بدور رئيسي مميز في مجال الإنشاءات داخل مصر، فقد قامت الشركة عبر السنين بتنفيذ مئات من المشروعات الحيوية والهامة. وقد امتدت مساهمتها إلى خارج مصر في الدول العربية.
إن عمليات الشركة تغطي النشاطات الآتية:
- الطرق والكباري، وتُمثَل بنسبة 25,7%
- المرافق ( مياه – صرف صحي)، وتُمثَل بنسبة 47,43%
- المبانى والأستثمار العقارى، وتُمثَل بنسبة 12,82%
- الفروع الخارجية، وتُمثل بنسبة 14,14%

وعلى سبيل المثال لا الحصر فأن الشركة قامت بتنفيذ معظم قطاعات الطريق الساحلي الدولي الحيوي وانتهى العمل بهذه القطاعات، وطريق رشيد- دمنهور- المحمودية، وإنهاء قطاع رقم 8 من الطريق الدولي الساحلي ويبلغ الطول الكلي للطرق المنفذة به 173.9 كم وعدد 39 كوبري بأطوال كلية 31.626 كم. كما قامت الشركة بتسليم واحد من أكبر الكباري، والذي يعبر نهر النيل عند مدينة كفر الزيات (عرض 450 م) وقد تم تنفيذه باستخدام شدات متحركة حديثة (F.W.T) بدون استخدام قوائم رئيسية تسد مجري النيل.
وقد بلغ عدد الكباري التي تم إنشائها منذ عام 1999 وحتى عام 2007 عدد 82 كوبري بأطوال كلية 59 كم.
كما نفذت الشركة حاليا مشروعين من المشاريع الحيوية في دولة السودان وهما مشروع طريق هيا-بورتسودان بطول 206 كم بتكلفة 16 مليون دولار ومشروع طريق بورتسودان- الحدود المصرية بطول 280 كم بتكلفة 88 مليون دولار

## أوسمة وجوائز
- حصلت الشركة على وسام الاستحقاق من الدرجة الأولى في عام 2003. نظراً لإنجازات الشركة الكبيرة في تنفيذ عديد من المشاريع الكبرى، وخاصة الكباري مثل تنفيذ كوبري الميرغني الذي يضم حارة لمترو هليوبوليس في منطقة شديدة الازدحام بالسكان فقط خلال 3 أشهر، مما أهل ذلك الشركة للحصول على الجائزة.
- أيضاً، لقد حصلت الشركة على شهادة الأيزو 9001 : 2008